# Jean-François Brasseur
Jean-François Brasseur (Etterbeek, 1 juli 1964) is een Belgisch voormalig beroepswielrenner.
Brasseur is een oom van wielrenner Kenny Terweduwe.

## Belangrijkste overwinningen
1986
- 2e etappe, deel A Circuit Franco-Belge

1990
- 4e etappe Ronde van België

## Grote rondes
Geen